# Глобус (театър)
Театър „Глобус“ е театър в Лондон, свързан с Уилям Шекспир. Построен е през 1599 г. в Съдърк, близо до южния бряг на Темза, от театралната трупа на Шекспир, „Мъжете на Лорд шамбелана“. Унищожен е от пожар на 29 юни 1613 г. Втори театър „Глобус“ е построен на същото място до юни 1614 г. и остава отворен до затварянето на лондонските театри през 1642 г. Освен пиеси на Шекспир, тук за първи път са представени ранни произведения на Бен Джонсън, Томас Декер и Джон Флетчър.
През 1997 г. сградата на театъра е възстановена по запазени описания и разкопки. Тя се намира на около 200 м от първоначалното ѝ местоположение.

## Местоположение
Проучването на стари договори за наем и енорийски записи е установило, че парцелът, придобит за построяването на „Глоуб“, се простира от западната страна на съвременния път „Съдърк Бридж“ на изток до улица „Портър“ и от улица „Парк“ на юг до задната част на площад „Гейтхаус“. Удобно разположен в „развлекателното гето“, вече установено в Съдърк, той е бил предлаган под наем от Томас Бренд, който е бил съсед на Джон Хемингс и Хенри Кондел, актьори с „Мъжете на Лорд шамбелана“.
Точното местоположение на сградата остава неизвестно, докато малка част от основите, включително една оригинална основа на пилон, не е открита през 1989 г. от Департамента по археология на Голям Лондон (днес Музей на археологията на Лондон) под паркинга в задната част на Анкър Терас на Парк Стрийт. Формата на основите днес е възпроизведена на повърхността. Тъй като по-голямата част от основите се намират под сграда, включена в списъка на сградите, не са разрешени по-нататъшни разкопки.

## История
„Глобус“ е собственост на актьори, които са били и акционери в „Мъжете на Лорд шамбелана“. Двама от шестимата акционери на „Глобус“, Ричард Бърбидж и брат му Кътбърт Бърбидж, притежават двойни дялове от цялото дружество, или по 25%. Останалите четирима мъже, Шекспир, Джон Хемингс, Огъстин Филипс и Томас Поуп, притежават по един дял, или 12,5%. (Първоначално Уилям Кемп е трябвало да бъде седмият партньор, но той продава дела си на четиримата миноритарни акционери, оставяйки им повече от първоначално планираните 10%). Тези първоначални пропорции се променят с течение на времето с добавянето на нови акционери. Делът на Шекспир намалява от 1/8 на 1/14 (приблизително 7%) в хода на кариерата му.
„Глобус“ е построен през 1599 г. с дървен материал от по-ранен театър, „Театърът“, както се е казвал, построен от бащата на Ричард Бърбидж, Джеймс Бърбидж, в Шордич през 1576 г. Бърбидж първоначално са имали 21-годишен договор за наем на мястото, върху което е построен театърът, но са притежавали сградата изцяло. Въпреки това, наемодателят, Джайлс Алън, твърди, че сградата е станала негова с изтичането на договора за наем. На 28 декември 1598 г., докато Алън празнува Коледа в селския си дом, дърводелецът Питър Стрийт, подкрепен от актьорите и техните приятели, демонтира „Театъра“ греда по греда и го транспортира до склада на Стрийт на брега близо до Брайдуел. С настъпването на по-благоприятно време през следващата пролет материалът е транспортиран през Темза, за да бъде реконструиран като „Глобус“ върху някои блатисти градини южно от Мейдън Лейн, Съдърк. Макар и само на стотина ярда от пренаселения бряг на Темза, парцелът е разположен близо до земеделска земя и открити полета. Той е бил лошо дрениран и въпреки разстоянието си поради близостта си до реката и е бил склонен към наводнения по време на особено високи приливи. Трябвало да се създаде кей от повдигната пръст с дървени облицовки, за да се издигне сградата над нивото на наводнението. Новият театър е бил по-голям от сградата, която е заменил, като по-старите греди са били използвани повторно като част от новата конструкция. „Глобус“ не е бил просто старият театър, новосъздаден в Банксайд. Вероятно е завършен до лятото на 1599 г., навреме за откриващата продукция на „Хенри V“ и известната ѝ препратка към представлението. Доувър Уилсън обаче отлага датата на откриването до септември 1599 г., приемайки препратката за пренебрежителна и следователно малко вероятно да бъде използвана при откриващата постановка на „Глобус“. Той предполага, че разказът на Томас Платър, швейцарски турист, описващ представление на „Юлий Цезар“, на което е бил свидетел на 21 септември 1599 г., разказва за по-вероятната първа продукция. Първото представление, за което е останал солиден рекорд, е „Всеки човек извън настроението си“ на Джонсън – с първата си сцена, приветстваща „милите и любезни зрители“ – в края на годината.
На 29 юни 1613 г. театър „Глобус“ се възпламенява по време на представлението „Хенри VIII“. Театрално оръдие, изстреляно по време на представлението, не успява да запали, запалвайки дървените греди и сламения покрив. Според един от малкото оцелели документи за събитието, никой не е пострадал, освен мъж, чиито горящи бричове са били угасени с бутилка бира. Театърът е възстановен през следващата година.
Подобно на всички останали театри в Лондон, „Глобус“ е затворен с избухването на Първата гражданска война в Лондон, когато лондонският парламент затваря всички лондонски театри с наредба от 2 септември 1642 г. Театърът е съборен през 1644 – 1645 г. (често цитираният документ, датиращ акта на 15 април 1644 г., не е надежден), за да се освободи място за жилищни сгради.
Модерна реконструкция на театъра, наречена „Шекспиров Глобус“, е направена и театърът е отново открит през 1997 г. с постановката „Хенри V“. Тя е академично приближение на оригиналния дизайн, базирано на наличните доказателства за сградите от 1599 и 1614 г., и се намира на приблизително 230 m от мястото на оригиналния театър.

## Оформление
Подробните размери на „Глобус“ са неизвестни, но формата и размерът му могат да бъдат оценени от научни изследвания през последните два века. Доказателствата сочат, че е бил триетажен амфитеатър на открито с диаметър приблизително 30 m, който е можел да побере до 3000 зрители. „Глобус“ е изобразен като кръгъл на скицата на сградата от Венцеслас Холар, включена по-късно в неговата гравюра „Дълъг изглед на Лондон от Банксайд“ през 1647 г. Въпреки това, през 1988 – 1989 г. разкриването на малка част от основата на „Глобус“ предполага, че той е бил многоъгълник с 20 страни.
В основата на сцената и около нея от три страни има зона, наречена „двор“. Името произлиза от старите хан-дворове, където срещу пени, хора стоят на земен под, осеян с тръстика, за да гледат представлението. По време на разкопките на „Глобус“ през 1989 г. е открит слой от ядкови черупки, притиснати в пода, така че да образува нов повърхностен слой. Вертикално около двора са разположени три нива с по-скъпи седалки в стадионен стил. Правоъгълна сценична платформа се издига в средата на открития двор. Сцената е приблизително 13 m широка, 8 m дълбока и е издигната на около 1,5 m от земята. На тази сцена има капак, използван от изпълнителите за влизане от „мазето“ под сцената.
Задната стена на сцената има две или три врати на основното ниво, със завесена вътрешна сцена в центъра и балкон над нея. Вратите водят към „къщата на умората“ (задкулисната зона), където актьорите се обличат и очакват своите влизания на сцена. Етажите по-горе може да са били използвани за съхранение на костюми и реквизит, както и за офиси на администрацията. Балконът помещава музикантите и може да се използва и за сцени, изискващи горно пространство, като например сцената с балкона в „Ромео и Жулиета“. Сцената е покрита с тръстикови рогозки, въпреки че това може да е било използвано само ако обстановката на пиесата го е изисквала.
Големи колони от двете страни на сцената поддържат покрив над задната ѝ част. Таванът под този покрив се нарича „небеса“ и е изрисуван като небе с облаци. Врата в небесата позволява на изпълнителите да слизат с помощта на някакъв вид въже и хамути. Сцената е разположена в югоизточния ъгъл на сградата, за да бъде на сянка по време на следобедните представления през лятото.

## Име, мото и знаме
Името на „Глобус“ предполагаемо намеква за латинския етикет totus mundus agit histrionem („целият свят играе срещу играча“), който от своя страна произлиза от quod fere totus mundus exerceat histrionem – „почти целият свят практикува актьорско майсторство“, от сатиричния римски автор Петроний, който е бил широко разпространен в Англия по времето на Бърбеджи. Totus mundus agit histrionem, според това обяснение, е прието за мото на театъра. Изглежда вероятно обаче връзката между предполагаемото мото на Петроний и театъра да е направена едва по-късно, произхождайки от трудолюбивия ранен биограф на Шекспир Уилям Олдис, който твърди като свой източник заето копие от Харлейските ръкописи, до които някога е имал достъп. Това е повторено добросъвестно от неговия литературен изпълнител Джордж Стивънс, но сега историята се смята за „подозрителна“, като Олдис е извършил „измама с лековерната си публика“. Шекспировият редактор Едмънд Малоун доразвива предположението на Олдис, като съобщава, че мотото е изобразено на знамето на театъра – земен глобус върху раменете на Херкулес.
Друга алюзия, позната на съвременния театрален зрител, би била към Teatrum Mundi („Театър на света“), размишление на философа от XII век Джон от Солсбъри, в неговия „Поликратикус“, трета книга. То включва разсъждение върху театралните метафори от Библията и от много автори от класическата античност. Препечатано през 1595 г., то е било широко разпространено и четено. Критикът Ернст Курциус е описал как коментарът на Джон от Солсбъри, а не произведенията на Петроний, е внушил името.